# LGV Méditerranée
Az LGV Méditerranée (franciául: Ligne à Grande Vitesse; angolul: Mediterranean high-speed line) egy 250 km hosszúságú, kétvágányú, 25 kV 50 Hz-cel villamosított, nagysebességű TGV vonal Franciaországban, amely Saint-Marcel-lès-Valence (Drôme) és Marseille (Bouches-du-Rhône) között húzódik, és a vonaltól nyugatra fekvő Nîmes (Gard) városába is vezet.
Provence-Alpes-Côte d'Azur és Okcitánia régiókat köti össze az LGV Rhône-Alpes vonallal, és onnan Lyonba és Észak-Franciaországba vezet. Az építési költségek 3,8 milliárd euróra emelkedtek; a vonalat 2001 júniusában helyezték üzembe, miután Jacques Chirac elnök felavatta. A vonal üzembe helyezése a repülőgép és a vonat piacának megfordulását eredményezte: azáltal, hogy Marseille három óra alatt elérhetővé vált Párizsból - ami több mint 750 kilométeres távolság -, a vonat most az összes utazás kétharmadát teszi meg ezen az útvonalon. A Méditerranée, a Rhône-Alpes és az LGV Sud-Est, amikor elkészültek, hivatalos becenevüket is megkapták: a Város a parttól a tengerpartig (C2C) (francia nyelven: "Ville à la Mer").

## Története
2001. január 17-én hivatalosan is megindultak a kísérleti futások Franciaország ötödik nagysebességű vonalán: a 250 km hosszúságú TGV Mediterraneé vonal Valence-t köti össze Marseille-jel és Nîmes-mel. Amikor a vonal 2001. júniusában megnyílt, átalakította Franciaország északi és déli része között a vasúti közlekedést. Az első tesztvonatot a francia közlekedési miniszter vezette, ekkor a vonat 354 km/h maximális sebességet ért el. Az SNCF akkori vezérigazgatója és a francia pályavasúti hivatal vezetője is jelen volt az első TGV menetén. A 3,6 milliárd dollárba került vonalat 2001. június 10-én nyitották meg.

## Útvonal
Az LGV Méditerranée délkeleten, Saint-Marcel-lès-Valence-ben kezdődik, az LGV Rhône-Alpes meghosszabbításaként. Az új Gare de Valence TGV pályaudvar a Valence-Grenoble-vasútvonallal való csomópontban található, lehetővé téve a gyors csatlakozást Valence, Romans-sur-Isère és Grenoble felé. Crestnél vészkapcsolat áll rendelkezésre a Briançon-Loriol -vasútvonallal. Az LGV ezután megközelíti a Rhône-t, és Montélimar-nál csatlakozik az A7-es autópályához. A Canal de Donzère-Mondragon átkelése után a vonal Pierrelatte és Lapalud között található vészkapcsolaton keresztül csatlakozik a hagyományos hálózathoz.
A Rhône-t háromszor (kétszer Mornas-nál, egyszer Roquemaure-tól északra) átszeli, majd Angles-ig halad, ahol egy delta lehetővé teszi a délnyugati és délkeleti irányú hozzáférést. A délnyugati ágat általában egy jövőbeli LGV Languedoc-Roussillon kezdetének tekintik, amely 25 kilométerrel később, Redessannál csatlakozik a hagyományos Avignon-Nîmes-vasútvonalhoz, 2017 óta pedig az LGV Nîmes-Montpellier vonalhoz. A délkeleti ág ismét két párhuzamos viadukton keresztezi a Rhône-t, és az új Gare de Avignon-TGV állomást szolgálja ki, majd a Durance-t követi, amelyet Orgonnál keresztez.
Ventabren-nél egy 1,73 kilométeres viadukt vezet át az A8-as autópályán, a D10-es autópályán és a Canal de Provence-on. A vonal ezután dél felé fordul, kiszolgálja az új Gare de Aix-en-Provence-TGV állomást, áthalad a 8 kilométer hosszú Tunnel de Marseille-n, és Marseille bejáratánál újra csatlakozik a hagyományos hálózathoz.

## Viták
- A számos tiltakozás, különösen a Rhône-völgy jó kapcsolatokkal rendelkező bortermelőinek részéről, arra késztette Mitterrand elnököt, hogy változtasson az útvonalon; az eredeti útvonal a folyó bal partján maradt volna, míg a végleges útvonal megkerüli a folyót, és négyszer keresztezi azt, ami jelentősen magasabb költségekkel jár.
- A közel 250 kilométer hosszú vonalnak jelenleg nincs rendszeresen használt összeköttetése a klasszikus hálózattal (hacsak a délnyugati ágat nem tekintjük csatlakozónak). Számos csatlakozást javasoltak azonban:
  - Saint-Marcel-lès-Valence-nél az LGV (déli irányban) és a normál vonal (keleti irányban) közötti összeköttetés, a Valence-Grenoble-vasútvonal villamosításával együtt. Ez lehetővé tenné a közvetlen összeköttetést Grenoble és a Földközi-tenger között; ehelyett a Marseille és Grenoble között utazó utasoknak Valence-TGV-nél kell átszállniuk; mivel a Grenoble-on átmenő Valence-Genf-vasútvonal villamosított, ez az összeköttetés vonzóbbá válik, és a közeljövőben fontolóra vették az összeköttetés megvalósítását; egy másik összeköttetés az LGV (dél felé) és a normál vonal (Valence felé) között lehetővé tette volna a Valence központi pályaudvarra való közlekedést délről;
  - egy Roquemaure-nál északról Avignon felé irányuló összeköttetés nemcsak Avignon főpályaudvarának elérését tette volna lehetővé, hanem Arles gyorsabb elérését is. Egy Avignontól délre lévő összeköttetés ugyancsak lehetővé tette volna Avignon főpályaudvarának Marseille-vel való 25 perces összeköttetését.
  - a Pierrelatte-nál meglévő összeköttetés rendszeres használata lehetővé tette volna a gyors közlekedést északról Orange, valamint Avignon és Arles felé, mivel Roquemaure-nál nem létesítettek volna összeköttetést.
  - Orgonban az Avignon-Miramas vonallal való összeköttetés Cavaillonon keresztül lehetővé tette volna az északról Salon-de-Provence, Miramas és Istres felé történő közlekedést.
- Montélimar TGV-állomást akart. Ennek előnye az lenne, hogy a várost a délebbre közlekedő TGV-járatokkal is ki lehetne szolgálni, de Montélimart jelenleg különböző TGV-járatok szolgálják ki, amelyek a nagysebességű vonalról közvetlenül a Valence TGV-állomás előtt indulnak.
- Aix-en-Provence keletebbre, a városközponthoz közelebbi TGV-állomást szeretett volna.

## Eljutási idők

### Párizsból
- Párizs-Lyon–Saint-Exupéry repülőtér  1:50
- Párizs-Valence  2:16
- Párizs-Avignon  2:40
- Párizs-Aix-en-Provence  2:55
- Párizs-Marseille  3:00
- Párizs-Toulon  3:55
- Párizs-Hyères  4:15
- Párizs-Fréjus  4.40
- Párizs-Nice  5.35
- Párizs-Nîmes  2:55
- Párizs-Montpellier  3:15
- Párizs-Béziers  4:03
- Párizs-Perpignan  4:45

### Interregional
- Lyon-Marseille  1:40
- Lyon-Toulouse  4:30
- Lille-Nizza  7:09
- Metz-Nizza  9:15
- Genf-Marseille  3:30